# European Sevens Championship Femenino 2011
El European Sevens Championship Femenino de 2011 fue la novena edición del campeonato de selecciones nacionales femeninas europeas de rugby 7.

## Fase de grupos

### Grupo A
| Equipo     | Encuentros | Encuentros | Encuentros | Encuentros | Tantos  | Tantos    | Tantos     | Puntos |
| Equipo     | jugados    | ganados    | empatados  | perdidos   | a favor | en contra | diferencia | Puntos |
| ---------- | ---------- | ---------- | ---------- | ---------- | ------- | --------- | ---------- | ------ |
| Inglaterra | 5          | 5          | 0          | 0          | 134     | 24        | +110       | 15     |
| España     | 5          | 4          | 0          | 1          | 160     | 20        | +140       | 13     |
| Italia     | 5          | 3          | 0          | 2          | 83      | 65        | +18        | 11     |
| Alemania   | 5          | 2          | 0          | 3          | 87      | 119       | -32        | 9      |
| Suecia     | 5          | 1          | 0          | 4          | 56      | 117       | -61        | 7      |
| Rumania    | 5          | 0          | 0          | 5          | 21      | 196       | -175       | 5      |

### Grupo B
| Equipo       | Encuentros | Encuentros | Encuentros | Encuentros | Tantos  | Tantos    | Tantos     | Puntos |
| Equipo       | jugados    | ganados    | empatados  | perdidos   | a favor | en contra | diferencia | Puntos |
| ------------ | ---------- | ---------- | ---------- | ---------- | ------- | --------- | ---------- | ------ |
| Rusia        | 5          | 5          | 0          | 0          | 123     | 17        | +106       | 15     |
| Países Bajos | 5          | 4          | 0          | 1          | 117     | 34        | +86        | 13     |
| Portugal     | 5          | 3          | 0          | 2          | 75      | 24        | +51        | 11     |
| Francia      | 5          | 2          | 0          | 3          | 94      | 57        | +37        | 9      |
| Moldavia     | 5          | 1          | 0          | 4          | 19      | 149       | -130       | 7      |
| Finlandia    | 5          | 0          | 0          | 5          | 17      | 164       | -147       | 5      |

## Fase Final

#### Copa de oro
|  | Semifinales  | Semifinales  | Semifinales |        |            | Copa         | Copa         | Copa         |  |
|  |              |              |             |        |            |              |              |              |  |
|  |              |              |             |        |            |              |              |              |  |
|  | Inglaterra   | Inglaterra   | 14          |        |            |              |              |              |  |
|  | Inglaterra   | Inglaterra   | 14          |        |            |              |              |              |  |
|  | Países Bajos | Países Bajos | 0           |        |            |              |              |              |  |
|  | Países Bajos | Países Bajos | 0           |        | Inglaterra | Inglaterra   | 17           |              |  |
|  |              |              |             |        | Inglaterra | Inglaterra   | 17           |              |  |
|  |              |              | España      | España | 7          |              |              |              |  |
|  | España       | España       | España      | España | 7          | 31           |              |              |  |
|  | España       | España       |             |        |            | 31           |              |              |  |
|  | Rusia        | Rusia        | 0           |        |            | Tercer lugar | Tercer lugar | Tercer lugar |  |
|  | Rusia        | Rusia        | 0           |        |            | Tercer lugar | Tercer lugar | Tercer lugar |  |
|  |              |              |             |        |            |              |              |              |  |
|  |              |              |             |        |            | Países Bajos | Países Bajos | 12           |  |
|  |              |              |             |        |            | Países Bajos | Países Bajos | 12           |  |
|  |              |              |             |        |            | Rusia        | Rusia        | 0            |  |
|  |              |              |             |        |            | Rusia        | Rusia        | 0            |  |
|  |              |              |             |        |            |              |              |              |  |

| Bandera de Inglaterra |
| Campeón Inglaterra    |
| Quinto título         |